# 高铁魔盒事件
高铁魔盒事件，亦可称张拾迈事件，指的是由《高铁——悄悄开启群发性地质灾害的魔盒》一篇“钓鱼文”引起的类似索卡爾事件的风波，该事件总体类似于索卡尔事件，在2011年7月29日文中虚构的“张拾迈”教授及观点被平面媒体《第一财经日报》引用而达到顶峰。

## 起源
文章最初在2010年中由未名空间网友在未名空间贴出，文章标题为《高铁——悄悄开启群发性地质灾害的魔盒》，文章虚构了“张拾迈”教授（名字灵感来源于黄万里，同时用10迈的低速对应于高铁），同时模仿了媒体报道黄万里反对三峡工程的语气，称
2006年春节前，当千家万户沉浸在阖家团圆的欢乐气氛中，一位老人孤独地躺在西安交大附属二院的病床上，在弥留之际反复重复着一句话：“高铁，一定不要建……高铁，一定不要建……”两天后，他留下了最后一句：“如果非要上高铁，至少一定要用有碴道床。”便与世长辞。
文章同时还虚构了不存在的“夏尔谢夫力”和“斯蒂芬金效应”（名字均来源于未名空间的知名Id），并以调侃的语气称
“2004年，张拾迈不顾家人的关心劝阻，以无比的责任感，拿着自己微薄的退休金作路费，自费去印度考察铁路，直到患上严重的肠胃疾患，倒在了异国的土地上，吊着输液瓶被抬回国。”

## 发展
文章贴出后，在网络上广泛传播，在有些传播过程中，“夏尔谢夫力”被替换成了真实存在的“科里奥利力”。
同时，也有不少人模仿此文写出了各种各样的《XX-开启XX的魔盒》，如：
- 《三体——悄悄开启毁灭中国的魔盒》。
- 《歼十——悄悄开启群发性地质灾害的魔盒》。
- 《钓鱼——悄悄开启群发性网络地质灾害的魔盒》。
- 《校内——开启思想麻木灾害的魔盒》。
- 《麻疹疫苗强制接种——被开启的潘多拉魔盒》
- 《A片——悄悄开启亡国灭种灾害的魔盒》
- 《辩论——开启中国社会动荡的魔盒》
- 《嫦娥计划——悄悄开启毁灭中国的魔盒》
- 《蛟龙——悄悄开启中国传染病流行的魔盒》
- 《动漫——悄悄开启失明灾害的魔盒》
- 《公厕免费手纸——悄悄开启群发性公厕堵塞的魔盒》
- 《吃饭——悄悄开启毁灭中华民族的魔盒（等待大家续写）》
- 《高数——悄悄开启毁灭中国大学生的魔盒》
- 《上自习——悄悄开启毁灭中华民族的魔盒》
- 《我来警醒世人：三国杀——悄悄开启亡国灭种的魔盒》
- 《涨工资——悄悄开启解放军惨败的魔盒》
- 《GRE——悄悄开启毁灭中国的魔盒zz》

## 澄清
由于该文广泛传播，导致不少网民信以为真，中科院地球环境研究所于2010年9月18日贴出声明，称“张拾迈教授”查无此人，而原作者随后也以“记一次玩大发了钓鱼”出面进行澄清。同时南方日报也对此进行了报道。

## 后续
在723杭深线动车事故后，部分记者在赶稿时没有仔细核对，直接从网络上进行拼凑消息，结果导致《第一财经日报》2011年7月29日A5版的《高铁：自主创新之谜》一文中，直接引用了“张拾迈教授”及其观点，被网民批为“不认真”，随后第一财经在收到提醒后，直接在其官网上，将文章最后一段“高铁还有多少隐患”删除，并在微博上发布道歉声明，称“引用的张拾迈教授观点属网络杜撰”，但并没有说清楚张拾迈教授是否也是杜撰，因而被一些网民批评为“道歉没诚意”。但由于多个门户网站系采用机器人在第一时间抓取媒体信息并发布，因此其他网站仍能看到原文。